# .gs
.gs는 사우스조지아 사우스샌드위치 제도의 인터넷 국가 코드 최상위 도메인이다. .af, .cx, .nf, .ki, .tl, .mn, .dm, .mu와 함께 CoCCA의 회원이고, Atlantis North Ltd에서 관리한다.
.gs는 URL 단축 서비스나 일반 URL 단축을 위한 공통 도메인이다. 사용 예는 다음과 같다.
- brook.gs (브루킹스 연구소)
- redwn.gs (디트로이트 레드윙스)
- lakin.gs (로스앤젤레스 킹스)
- goza.gs (곤자가 불독스)
- gado.gs (조지아 불독스)
- hvd.gs (하버드 가제트)
- brd.gs (보드 가이스 에너지)
- eurowin.gs (유로윙스)
- coralsprin.gs (플로리다 주 코랄 스프링스)
- win.gs (레드불 GmbH)